# Polytrimethylenterephthalat
Polytrimethylenterephthalat (Kurzzeichen: PTT) ist ein thermoplastischer Kunststoff. Er gehört zu den Polyestern und ist chemisch eng verwandt mit den Kunststoffen PET und PBT. Er wird besonders zur Herstellung von Fasern, beispielsweise für Teppiche oder Textilien, benutzt.

## Geschichte
PTT wurde gemeinsam mit einer Reihe anderer aromatischer Polyester zuerst 1941 von John Rex Whinfield (1901–1966) und James Tennant Dickson hergestellt und patentiert.
Zu jener Zeit hatte PTT noch keine praktische Bedeutung, allerdings war der Faserindustrie das Potential des Stoffes schon bekannt. In den frühen 1970er Jahren wurden erste Untersuchungen zum wirtschaftlichen Potential von PTT gemacht. In der Folge gab es auch verstärkte Forschung zur Herstellung und Anwendung von PTT. In den späten 1980er Jahren kam erneut Interesse an PTT auf, nachdem eine neue Syntheseroute für den Ausgangsstoff 1,3-Propandiol erfunden wurde. Die kommerzielle Herstellung von PTT wurde 1995 angekündigt und begann 1998.
Seit der industriellen biochemischen Herstellung von 1,3-Propandiol im Jahr 2000 herum wird auch teilbiogenes PTT (35 % biogen) angeboten.

## Gewinnung und Darstellung
Ähnlich wie bei den verwandten Kunststoffen PET und PBT gibt es zwei Möglichkeiten zur Herstellung. Einerseits können 1,3-Propandiol und Terephtalsäure direkt in einer Polykondensation verestert werden. Anderseits kann das Polymer durch Umesterung von Dimethylterephthalat mit 1,3-Propandiol hergestellt werden. Für die Reaktion werden Katalysatoren wie Titantetrabutanolat. benötigt. Im Vergleich zur PET-Herstellung wird eine größere Katalysatormenge und eine niedrigere Temperatur (250–275 °C) benötigt.
| Reaktionsschema der PTT-Herstellung … | Reaktionsschema der PTT-Herstellung … |
| ------------------------------------- | ------------------------------------- |
|                                       | … durch Polykondensation.             |
|                                       | … durch Umesterung.                   |

## Eigenschaften
PTT-Fasern liegen mit den Werten der Trockenreißfestigkeit von 32 cN/tex, der Feuchtigkeitsaufnahme von 0,15 % und dem Schmelzpunkt von 228 °C unter denen der PET-Standardfasern. Sie sind elastisch, dimensionsstabil und glanz- und farbbeständig. Außerdem sind sie weich. Bezogen auf die genannten Eigenschaften sind sie vergleichbar Nylonfasern und deutlich besser als PET-Fasern. Im Vergleich zu Nylon laden sie sich nicht so schnell statisch auf.

## Verwendung
Gesponnene PTT-Fasern finden aufgrund ihrer guten Eigenschaften Anwendungen in diversen Textilien wie z. B. Teppichen, Unterwäsche, oder Fußbodenmatten in Autos als technischer Kunststoff genutzt werden. Beispiele dafür sind Stecker und Gehäuse in elektrischen oder elektronischen Anwendungen oder Luftausschlusskanäle und Zierteile in Autos. Außerdem kann es in Harzen, Verpackungen oder als Ersatz von PET oder Nylon genutzt werden. Besonders im Faserbereich wird PTT ein großes Potential zugeschrieben.

## Handelsnamen
- Sorona (DuPont)
- Corterra (Shell)
- PTT (RTP)